# Ophiura kofoidi
Ophiura kofoidi is een slangster uit de familie Ophiuridae.
De wetenschappelijke naam van de soort werd in 1909 gepubliceerd door Jesse Francis McClendon.